# 第19空軍 (アメリカ軍)
第19空軍（英語: Nineteenth Air Force）は、アメリカ空軍・航空教育・訓練軍団(AETC)に属する航空軍の1つ。司令部はテキサス州ランドルフ空軍基地に置かれており、教育訓練部隊として飛行教育訓練などを実施している。約3万1千名の人員を擁しており、司令官職は少将をもって充てるポストとされている。
2012年7月13日付で経費削減のため閉隊されたが、この策がさほど効果をあげなかったため、2014年10月1日に活動再開となった。

## 概要
第19空軍は1955年に戦術航空軍団(TAC)の部隊として創設された。1973年にベトナム撤退後の軍縮に伴い、一時編成解除されている。1993年6月8日に航空教育・訓練軍団傘下の部隊として再編成された。
飛行教育訓練部隊であり、約1,800機の航空機を有し、搭乗員などの育成を実施している。操縦士のみならず、機上操作員などの育成も掌中にある。

## 主要部隊
- 第12飛行訓練航空団(12th Flying Training Wing)：ランドルフ空軍基地。練習機部隊。T-6、T-38等を使用。
- 第14飛行訓練航空団(14th Flying Training Wing)：ミシシッピー州コロンバス空軍基地（英語版）所在。練習機部隊。T-6、T-38等を使用。
- 第42航空基地航空団(42nd Air Base Wing)：アラバマ州マクスウェル空軍基地（英語版）所在。アメリカ空軍大学および基地の維持管理。
- 第56戦闘航空団(56th Fighter Wing)：アリゾナ州ルーク空軍基地（英語版）所在。F-16戦闘機部隊。実機飛行および戦闘訓練。
- 第58特殊作戦航空団(58th Special Operations Wing)：ニューメキシコ州カートランド空軍基地所在。回転翼機による訓練およびMC-130やV-22などの特殊部隊向け航空機の訓練。
- 第59医療航空団(59th Medical Wing)：テキサス州ラックランド空軍基地（英語版）所在。医療支援。
- 第47飛行訓練航空団(47th Flying Training Wing)：テキサス州ラフリン空軍基地（英語版）所在。練習機部隊。T-6、T-38等を使用。
- 第71飛行訓練航空団(71st Flying Training Wing)：オクラホマ州バンス空軍基地（英語版）所在。練習機部隊。T-6、T-38等を使用。
- 第80飛行訓練航空団(80th Flying Training Wing)：テキサス州シェパード空軍基地（英語版）所在。練習機部隊。T-6、T-38等を使用。
- 第97航空機動航空団(97th Air Mobility Wing)：オクラホマ州アルタス空軍基地（英語版）所在。空中給油機および輸送機部隊。KC-135およびC-5、C-17を使用。
- 第314空輸航空団(314th Airlift Wing)：アーカンソー州リトルロック空軍基地（英語版）所在。輸送機部隊。C-21、C-130を使用。
- 第325戦闘航空団(325th Fighter Wing)：フロリダ州ティンダル空軍基地（英語版）。戦闘機部隊。F-15およびF-22を使用。実機飛行および戦闘訓練。